# Ommata quinquemaculata
Ommata quinquemaculata är en skalbaggsart som beskrevs av Dmytro Zajciw 1966. Ommata quinquemaculata ingår i släktet Ommata och familjen långhorningar. Inga underarter finns listade i Catalogue of Life.